# Skeiðarárbrú

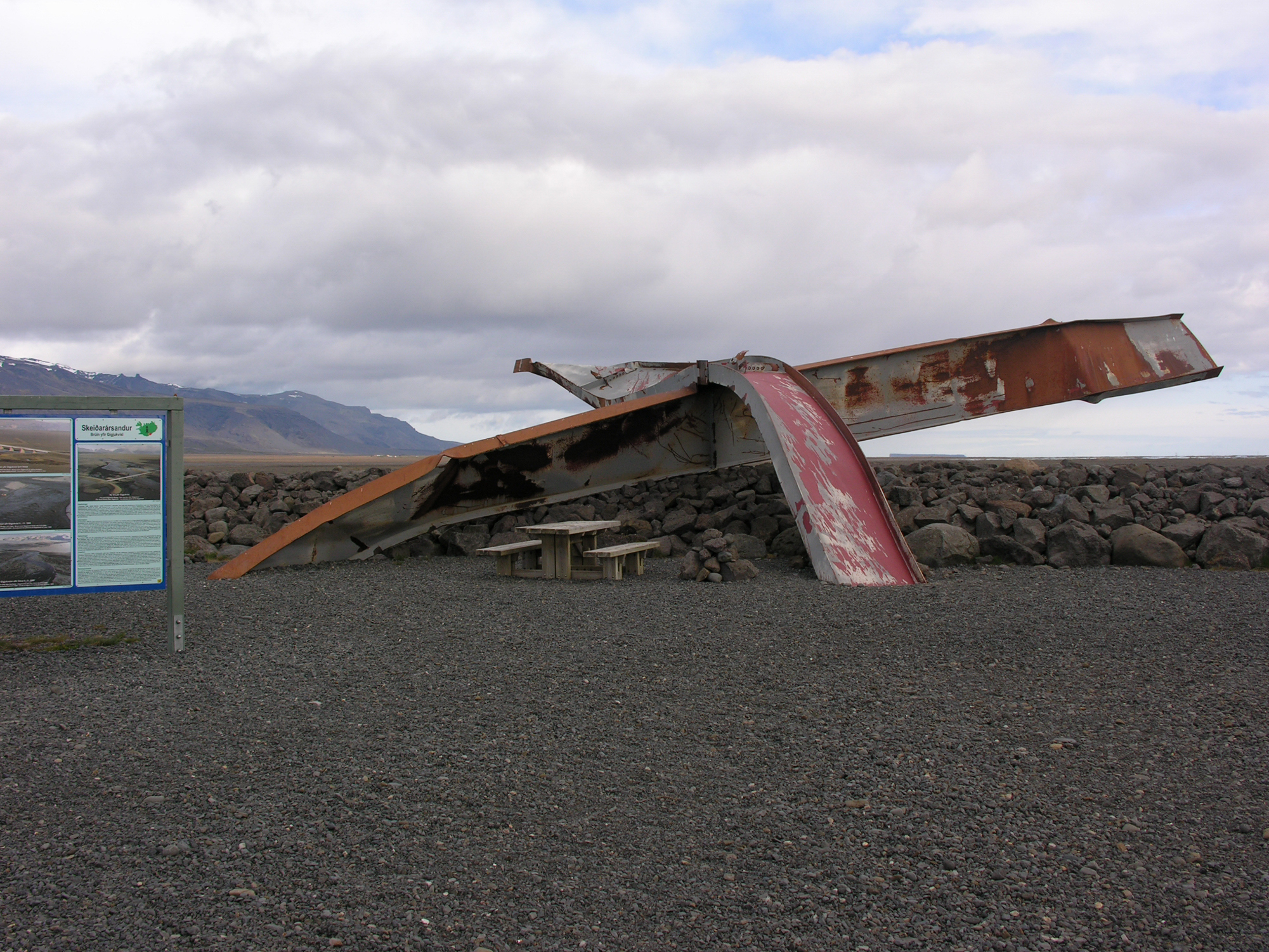
Überreste der alten Brücke, die beim Gletscherlauf 1996 zerstört wurde.

Die Skeiðarárbrú ist eine Brücke im Südosten Islands und mit deutlichem Abstand die längste Brücke im Land. Erst mit ihrer Fertigstellung konnte die Ringstraße im Jahr 1974 eröffnet werden.
Sie überbrückte die Skeiðará, einen Fluss, bei dem es immer wieder zu Gletscherläufen kommt. Bei einem Gletscherlauf im Jahr 1996 wurde diese Brücke zum Teil zerstört. Ursprünglich war sie 904 Meter lang, wurde aber nach dem Schaden auf 880 Meter verkürzt wiederhergestellt. Die Brücke wurde als einstreifige Stahlbalkenbrücke mit neunzehn Pfeilern konstruiert. An fünf Ausweichstellen kann der Gegenverkehr passieren. Ihr Fahrbahnbelag besteht aus Holz.
Die Skeiðarárbrú wurde am 30. August 2017 außer Betrieb genommen. Die größten Wassermassen aus dem Skeiðarájökull fließen jetzt westlicher in den Fluss Gígjukvísl. Die Brücke über diesen Fluss musste nach dem Gletscherlauf 1996 neu gebaut werden. Sie ist 336 Meter lang und wurde 1998 fertiggestellt. Jetzt wurde eine 68 Meter lange Brücke über die Morsá gebaut. Sie wurde in einen geänderten Verlauf der Ringstraße eingepasst. Es ist noch nicht entschieden, was mit der Skeiðarárbrú geschehen soll.